# Freundeskreis Freiheit für Deutschland
Der Freundeskreis Freiheit für Deutschland (FFD) war eine rechtsextremistische Organisation in Deutschland, die Flugblätter und Flugschriften herausgab. Sie wurde am 2. September 1993 vom Innenministerium des Landes Nordrhein-Westfalen verboten.

## Geschichte
Der Freundeskreis Freiheit für Deutschland entstand im Mai 1989 als eine Art Tarnorganisation beziehungsweise Vorfeldorganisation des seit 1969 bestehenden Unabhängigen Freundeskreise (UFK). Sitz der Gruppierung war Bochum. Die hauptsächliche Tätigkeit war die Erstellung und der Versand von Flugblättern und -schriften mit rechtsextremen Inhalten. Das erste Flugblatt erschien 1989 mit dem Titel Auschwitz bis in alle Ewigkeit?, in dem die Vernichtung der Juden in den deutschen Konzentrationslagern geleugnet wurde und die Zahl der Ermordeten heruntergespielt wurde.
Die Finanzierung erfolgte über Spenden. Während ihrer aktiven Zeit verschickte die Gruppierung mindestens 104 verschiedene Flugblätter und etwa 30 Aufkleber. Etwa 2000 Adressen wurden bedient. Nach Eigenangaben hatten die Schriften eine Gesamtauflage von über einer Million Exemplare. Größter Coup war der Abdruck einer Flugschrift mit Holocaustleugnung im kostenlosen Anzeigenblatt Münchner Anzeiger in einer Auflage von 100.000 Exemplaren.
Der harte Kern des Freundeskreises bestand aus etwa 15 Personen, die auch schon in anderen Zusammenhängen bekannt waren und zum Teil strafrechtlich in Erscheinung getreten waren. Dazu gehörten Günther Demolsky, Werner Gebhardt, Helmut Fuchs, Wilfried Bluschke und Ekkehard Weil. Zu den Unterstützern zählte unter anderem Otto Ernst Remer und das Deutsche Rechtsbüro, ein Netzwerk rechtsextremer Juristen. Eine Anwältin des auch heute noch aktiven Rechtsbüros prüfte die Flugschriften auf eventuell strafbare Inhalte. Teile der Unterstützer des Freundeskreises waren später für die Unabhängige Nachrichten (UN) verantwortlich. Andere unterhielten Verbindungen zu den ehemaligen Angehörigen der Waffen-SS und deren Mitteilungsblatt SS-Leitheft. Verbindungen gab es auch zur Freiheitlichen Deutschen Arbeiterpartei um Michael Kühnen.
Teile der Flugblätter wurden in weiteren Publikationen der rechtsextremen Szene weiterverbreitet, unter anderem in der Zeitschrift Recht und Wahrheit, der NPD-Zeitung von Nordrhein-Westfalen, in der Zeitschrift Die Bauernschaft von Thies Christophersen und in den Nachrichten der Hilfsorganisation für nationale politische Gefangene und deren Angehörige.

## Verbot
1991 kam es zu einem ersten Strafprozess, bei dem die Hauptangeklagten Gebhardt und Demolsky zu einer Geldstrafe verurteilt wurden. Herbert Schnoor, der Innenminister von Nordrhein-Westfalen, verbot am 2. September 1993 den FFD. In der Begründung wurden dem Verein „die Kriegsschuld leugnende Thesen und rassistisches Gedankengut“ vorgeworfen sowie die Verunglimpfung der „Repräsentanten der freiheitlichen Demokratie“.
In der Verbotsverfügung heißt es weiter:

„Die politischen Einzelforderungen des FFD, insbesondere im Ausländerbereich, können nur im Zusammenhang mit seiner aus rassistischen und men-
schenverachtenden Grundeinstellung herrührenden Entschlossenheit zur Bekämpfung des Systems der Bundesrepublik Deutschland, welches die verfas-
sungsmäßige Ordnung darstellt, gesehen und gewertet werden. Seine Äußerungen  zeugen  von  einem   fortlaufenden  Bemühen,  die  Ordnung  zu untergraben“

Das Verbot wurde am 17. Oktober 1998 unanfechtbar.
Das Vermögen wurde beschlagnahmt und es fanden Hausdurchsuchungen statt, bei denen neonazistisches und rechtsextremes Propagandamaterial sowie Hakenkreuzabzeichen gefunden wurden.

## Ideologie
Ideologisch war der Freundeskreis Freiheit für Deutschland diffus ausgerichtet. Übernommen wurden sowohl neonazistische, offen nationalsozialistische, revisionistische als auch gemäßigt rechte Positionen. Dabei bedient sich der FFD einem Freund-Feind-Schema, das in erster Linie den „Ausländer“ als Ursache aller Probleme des Landes benennt. Dem Asylbewerber wird der Facharbeiter gegenübergestellt.  Weitere Argumentationen sind rassistischer und sozialdarwinistischer Natur. Sogenannte „Rassenmischung“ wird als Schreckensszenario dargestellt und der Begriff der Rassenhygiene wird positiv besetzt. Positive Bezüge zum Nationalsozialismus und zum 25-Punkte-Programm der NSDAP fanden sich ebenfalls in den Schriften. Zu den weiteren Inhalten gehören Antisemitismus und rechte Verschwörungstheorien, insbesondere im Hinblick auf eine angebliche „jüdische Weltverschwörung“ sowie die Kriegsschuldfrage. Positive Bezüge werden zu den Ausschreitungen in Hoyerswerda gesetzt, was als „Anschläge auf ausländische Rauschgift- und Diebeszentralen“ bezeichnet wurde. Die Flugblätter rufen zu Gewalt gegen Andersdenkende sowie Ausländern auf und zur Bildung von Anti-Antifa-Gruppen.
Der FFD war parteipolitisch nicht gebunden. Vor der Bundestagswahl 1990 rief er zu einer Einheitsliste auf, die die Zersplitterung der Rechten in unterschiedliche Parteien beenden sollte. Als Name wurde eine „Allianz für Deutschland“ angeregt. Während der Verbotsverfahrens konnten einige Personen dem Umfeld der Sozialistischen Reichspartei (Demolsky war Landesvorsitzender in NRW bis zum Verbot und ist der Vater des AfD-Kommunalpolitikers Wolfgang Demolsky aus Bochum und Schwiegervater der AfD-Landtagsabgeordneten Gabriele Walger-Demolsky  aus Bochum) sowie der Deutsche Reichspartei zugeordnet werden. Einige gehörten auch der Deutschen Freiheitspartei (1962) an.

## Belege
1. 1 2  Alfred Schobert: Rechter "Kulturkampf": VAWS in Mülheim. November 2002, abgerufen am 19. August 2021.
2. ↑  Bernhard Pörksen: Die Konstruktion von Feindbildern: Zum Sprachgebrauch in neonazistischen Medien. 2. Auflage. V.S. für Sozialwissenschaften, ISBN 978-3-531-33502-5, S. 86.
3. ↑  Bernhard Pörksen: Die Konstruktion von Feindbildern: Zum Sprachgebrauch in neonazistischen Medien. 2. Auflage. V.S. für Sozialwissenschaften, ISBN 978-3-531-33502-5, S. 85 ff.
4. ↑  apabiz.de - Profil - Freundeskreis Freiheit für Deutschland (FFD). Abgerufen am 17. Juni 2019.
5. ↑  Bernhard Pörksen: Die Konstruktion von Feindbildern: Zum Sprachgebrauch in neonazistischen Medien. V.S. für Sozialwissenschaften, ISBN 978-3-531-33502-5, S. 87.
6. ↑  Bernhard Pörksen: Die Konstruktion von Feindbildern: Zum Sprachgebrauch in neonazistischen Medien. V.S. für Sozialwissenschaften, ISBN 978-3-531-33502-5, S. 89 f.
7. ↑  Bernhard Pörksen: Die Konstruktion von Feindbildern: Zum Sprachgebrauch in neonazistischen Medien. V.S. für Sozialwissenschaften, ISBN 978-3-531-33502-5, S. 88 f.
8. 1 2  j.s: Nazigruppe verboten. In: Die Tageszeitung: taz. 3. September 1993, ISSN 0931-9085, S. 5 (taz.de [abgerufen am 19. August 2021]).
9. ↑  Verbot des Vereins Freundeskreis Freiheit für Deutschland Bochum (FFD), Bek. d. Innenministeriums v. 22. 9. 1993 -IV A 3-2205. In: Recht.nrw.de. Abgerufen am 19. August 2021.
10. ↑  apabiz.de - Profil - Freundeskreis Freiheit für Deutschland (FFD). Abgerufen am 17. Juni 2019.
11. ↑  zitiert nach Bundesamt für Verfassungsschutz Öffentlichkeitsarbeit (Hrsg.): Rechtsextremismus: Symbole, Zeichen und verbotene Organisationen. Köln Oktober 2018, S. 25 (kjr-meissen.de [PDF]).
12. ↑  Bundesamt für Verfassungsschutz Öffentlichkeitsarbeit (Hrsg.): Rechtsextremismus: Symbole, Zeichen und verbotene Organisationen. Köln Oktober 2018, S. 24 (kjr-meissen.de [PDF]).
13. ↑  Bernhard Pörksen: Die Konstruktion von Feindbildern: Zum Sprachgebrauch in neonazistischen Medien. 2. Auflage. V.S. für Sozialwissenschaften, ISBN 978-3-531-33502-5, S. 89.
14. ↑  Bernhard Pörksen: Die Konstruktion von Feindbildern: Zum Sprachgebrauch in neonazistischen Medien. 2. Auflage. V.S. für Sozialwissenschaften, ISBN 978-3-531-33502-5, S. 94.
15. ↑  Bernhard Pörksen: Die Konstruktion von Feindbildern: Zum Sprachgebrauch in neonazistischen Medien. 2. Auflage. V.S. für Sozialwissenschaften, ISBN 978-3-531-33502-5, S. 95.
16. ↑  Bernhard Pörksen: Die Konstruktion von Feindbildern: Zum Sprachgebrauch in neonazistischen Medien. 2. Auflage. V.S. für Sozialwissenschaften, ISBN 978-3-531-33502-5, S. 97.
17. ↑  Bernhard Pörksen: Die Konstruktion von Feindbildern: Zum Sprachgebrauch in neonazistischen Medien. 2. Auflage. V.S. für Sozialwissenschaften, ISBN 978-3-531-33502-5, S. 99.
18. ↑  Bernhard Pörksen: Die Konstruktion von Feindbildern: Zum Sprachgebrauch in neonazistischen Medien. 2. Auflage. V.S. für Sozialwissenschaften, ISBN 978-3-531-33502-5, S. 107.
19. ↑  afdwatchbo: Wolfgang Bernhard Karl Demolsky |. Abgerufen am 8. November 2021 (deutsch).
20. ↑  Bernhard Pörksen: Die Konstruktion von Feindbildern: Zum Sprachgebrauch in neonazistischen Medien. V.S. für Sozialwissenschaften, ISBN 978-3-531-33502-5, S. 86 f.